# Jedlicze Męcinka
Jedlicze Męcinka – przystanek kolejowy w miejscowości Jedlicze, w województwie podkarpackim, w Polsce.
500 metrów od przystanku (od strony Jasła), odchodzi bocznica szlakowa do Zakładu Produkcyjno-Remontowego Energetyki. Jest ona obecnie nieużywana, a na terenie zakładu tory zostały rozebrane.

## Ruch pasażerski
| Rok  | Wymiana pasażerska na dobę |
| ---- | -------------------------- |
| 2017 | 0-9                        |
| 2022 | 0-9                        |